# Compacité (mathématiques)
Pour les articles homonymes, voir Compacité et Compact.
En mathématiques, et plus précisément en topologie, on dit d'un espace qu'il est compact s'il est séparé et vérifie la propriété de Borel-Lebesgue. La compacité revêt une importance fondamentale en topologie, et possède des applications dans de nombreux domaines des mathématiques. Plusieurs propriétés des segments de la droite réelle ℝ se généralisent aux espaces compacts, ce qui les rend par exemple utiles pour prouver qu'une fonction admet des extrema.
La notion de compacité admet plusieurs variantes en topologie générale. Un espace quasi-compact est un espace qui vérifie la propriété de Borel-Lebesgue, sans être nécessairement séparé. Certains résultats sur les espaces compacts demeurent vrais pour les espaces quasi-compacts, comme le théorème des bornes généralisé ou le théorème de Tychonov. On définit également les espaces dénombrablement compacts et les espaces séquentiellement compacts. Ces variantes sont équivalentes à la compacité dans un espace métrique.
Le nom « propriété de Borel-Lebesgue » rend hommage aux mathématiciens français Émile Borel et Henri Lebesgue, car le théorème homonyme établit que tout segment de ℝ est compact et, plus généralement, que les compacts de ℝn sont les fermés bornés.

## Propriété de Borel-Lebesgue
Définition préalable : Soit {\displaystyle E} un ensemble et {\displaystyle A} une partie de {\displaystyle E}. On dit qu'une famille {\displaystyle (U_{i})_{i\in I}} de parties de {\displaystyle E} recouvre {\displaystyle A} si sa réunion {\displaystyle \bigcup _{i\in I}U_{i}} contient {\displaystyle A}.
Propriété de Borel-Lebesgue pour les segments : soit un segment {\displaystyle [a,b]} de la droite réelle. De tout recouvrement ouvert de ce segment, on peut extraire un sous-recouvrement fini. C'est-à-dire que pour toute famille {\displaystyle (U_{i})_{i\in I}} d'ensembles ouverts recouvrant {\displaystyle [a,b]}, il existe une partie finie {\displaystyle J} de {\displaystyle I} telle que la sous-famille {\displaystyle (U_{i})_{i\in J}} recouvre déjà {\displaystyle [a,b]}.
Pour une démonstration de cette propriété voir le théorème de Borel-Lebesgue, aussi appelé théorème de Heine-Borel.
La propriété de Borel-Lebesgue est étroitement liée à une propriété des suites bornées de réels : de toute suite bornée de réels, on peut extraire une suite convergente. Le lien entre les deux propriétés est explicité plus bas (dans la section « Théorème de Bolzano-Weierstrass et compacité séquentielle »).
De l'une ou l'autre de ces propriétés il est possible de tirer quelques conséquences importantes sur les fonctions numériques. Notamment : l'image d'un segment par une application continue est non seulement (d'après le théorème des valeurs intermédiaires) un intervalle, mais c'est même un segment (théorème des bornes), et la fonction est alors uniformément continue (théorème de Heine).
La propriété de Borel-Lebesgue (de même que la compacité séquentielle) peut se formuler comme une propriété intrinsèque de l'espace topologique étudié (ici : l'espace {\displaystyle [a,b]} muni de sa topologie usuelle), indépendamment du fait que celui-ci soit, éventuellement, inclus dans un espace topologique « plus gros » (ici : {\displaystyle \mathbb {R} }) et soit muni de ce fait de la topologie induite. En ce sens, la notion de « partie compacte » (d'un espace topologique) diffère fondamentalement de celle, par exemple, de « partie fermée ».

## Axiome de Borel-Lebesgue et définition générale des compacts
Un espace topologique {\displaystyle E} est dit quasi-compact s'il vérifie l'axiome de Borel-Lebesgue : de tout recouvrement ouvert de {\displaystyle E}, on peut extraire un sous-recouvrement fini. L'espace est dit compact quand il est en outre séparé au sens de Hausdorff ({\displaystyle T_{2}}). Une partie {\displaystyle K} de E est dite (quasi-)compacte si K muni de la topologie induite est (quasi-)compact.
Pour que {\displaystyle E} soit quasi-compact, il suffit que tout recouvrement de {\displaystyle E} par des ouverts d'une base fixée possède un sous-recouvrement fini.
Il suffit même qu'il en soit ainsi pour une prébase (cf. Propriétés des prébases, théorème d'Alexander).
Par passage aux complémentaires, la propriété de Borel-Lebesgue équivaut à : si {\displaystyle (F_{i})_{i\in I}} est une famille de fermés telle que {\displaystyle \bigcap _{i\in I}F_{i}=\emptyset }, alors on peut extraire une famille finie ({\displaystyle (F_{i})_{i\in J}}, avec {\displaystyle J\subset I}, telle que {\displaystyle \bigcap _{i\in J}F_{i}=\emptyset }. Ou encore, par contraposition : si {\displaystyle (F_{i})_{i\in I}} est une famille de fermés dont toute sous-famille finie a une intersection non vide, alors {\displaystyle \bigcap _{i\in I}F_{i}} est non vide. De façon équivalente : toute famille non vide de fermés non vides stable par intersections finies a une intersection non vide.
Un espace topologique {\displaystyle X} est quasi-compact si (et seulement si) l'intersection de toute chaîne non vide de fermés non vides de {\displaystyle X} est non vide.
NB : En terminologie anglo-saxonne, la définition est légèrement différente. Sauf mention contraire, le compact anglophone est un quasi-compact francophone (les anglophones précisent "compact Hausdorff" s'ils veulent la séparation). Toutes les propriétés ne s'appliquent donc pas en général, sauf sous l'hypothèse que l'espace est séparé.

## Définition par la théorie des filtres
Si {\displaystyle E} est un espace topologique, les trois propriétés suivantes sont équivalentes :
1. {\displaystyle E} est quasi-compact ;
2. tout filtre sur {\displaystyle E} possède un point adhérent ;
3. tout ultrafiltre sur {\displaystyle E} est convergent.

Un espace topologique séparé est compact si et seulement si toute suite généralisée possède au moins une valeur d'adhérence, autrement dit une sous-suite généralisée convergente. Cette définition équivalente est rarement utilisée. Elle est particulièrement adéquate pour prouver que tout produit de compacts est compact.
Dans tout espace quasi-compact, un filtre qui n'a qu'un point adhérent converge vers ce point ; dans un espace compact donc séparé, cette condition suffisante de convergence est évidemment nécessaire.

## Exemples
- Tout espace fini est quasi-compact puisqu'il n'a qu'un nombre fini d'ouverts.
- Dans un espace séparé, étant donné une suite convergente, l'ensemble constitué des termes de la suite ainsi que de la limite est compact. En effet, de tout recouvrement ouvert, on peut extraire un ouvert contenant la limite ; comme il n'existe qu'un nombre fini de termes hors de cet ouvert, il est aisé de trouver un sous-recouvrement fini.
- Tout ensemble muni de la topologie cofinie est quasi-compact.
- L'ensemble de Cantor est compact, comme fermé du compact [0, 1].
- Le cube de Hilbert est compact, comme produit d'une famille (dénombrable) de copies du compact [0, 1].

## Propriétés

### Compacts et fermés
- Dans un espace séparé, deux parties compactes disjointes sont toujours incluses dans deux ouverts disjoints[5].
- Toute partie compacte d'un espace séparé est fermée[6].
- Toute partie fermée d'un espace (quasi-)compact est (quasi-)compacte[6].

On déduit facilement des deux propriétés précédentes que dans un espace séparé, toute intersection d'une famille non vide de compacts est compacte.
Dans un espace quasi-compact, l'intersection de toute suite décroissante de fermés non vides est non vide, donc :
- « théorème des compacts emboîtés » : dans un espace topologique quelconque, l'intersection de toute suite décroissante de compacts non vides est (un compact) non vide
(en considérant ces compacts comme des fermés du premier d'entre eux).

N. B. : la plupart de ces propriétés ne s'étendent pas au cas non séparé.
- Un espace compact est normal,

ce qui permet d'affiner le théorème des compacts emboîtés :
- Toute intersection d'une suite décroissante de compacts connexes est connexe.

### Autres propriétés
Un espace vectoriel normé réel est de dimension finie si et seulement si ses compacts sont ses fermés bornés.
 Le produit cartésien de compacts, muni de la topologie produit, est compact.
Plus précisément : tout produit de quasi-compacts est quasi-compact ; ce résultat, connu sous le nom de théorème de Tykhonov, est équivalent à l'axiome du choix.
Toute partie discrète et fermée d'un quasi-compact est finie.
Théorème de Kuratowski-Mrówka : Un espace séparé X est compact si et seulement si pour tout espace Y, la projection pY : X×Y → Y est une application fermée.
Plus généralement, un espace X est quasi-compact si et seulement s'il vérifie cette propriété.
Il en résulte que toute application de graphe fermé d'un espace quelconque dans un espace quasi-compact est continue.

### Compacité et continuité
- L'image d'un compact, par une application continue à valeurs dans un espace séparé, est compacte[14].
Cette propriété permet d'exhiber des extrema globaux pour les fonctions continues à valeurs réelles. En voici quelques exemples :
  - théorème des bornes (ou théorème de Weierstrass) : « toute application continue d'un segment réel dans ℝ est bornée et atteint ses bornes » (joint au théorème des valeurs intermédiaires, il assure que cette image est en fait un segment) ;
  - problème du point de Fermat. Un triangle ABC étant donné, il est demandé de prouver qu'il existe un point M tel que la somme des distances AM + BM + CM soit minimale. On remarque d'abord qu'il est inutile de chercher M trop loin des points A,B,C. La considération de l'application continue M ↦ AM + BM + CM sur un disque fermé de rayon suffisamment grand permet d'appliquer le théorème : il existe un minimum global. Ce constat peut servir de point de départ à une construction explicite ;
  - distance d'un point à un fermé de ℝn. Soient F une partie fermée non vide de ℝn et x un point de ℝn. Il s'agit de prouver qu'il existe un point f de F plus proche de x que tous les autres. De nouveau, il est inutile de chercher f trop loin de x. On peut donc se limiter à l'intersection de F et d'une boule fermée, ce qui constitue un compact d'après le théorème de Borel-Lebesgue, et introduire la fonction distance à x, qui est continue ;

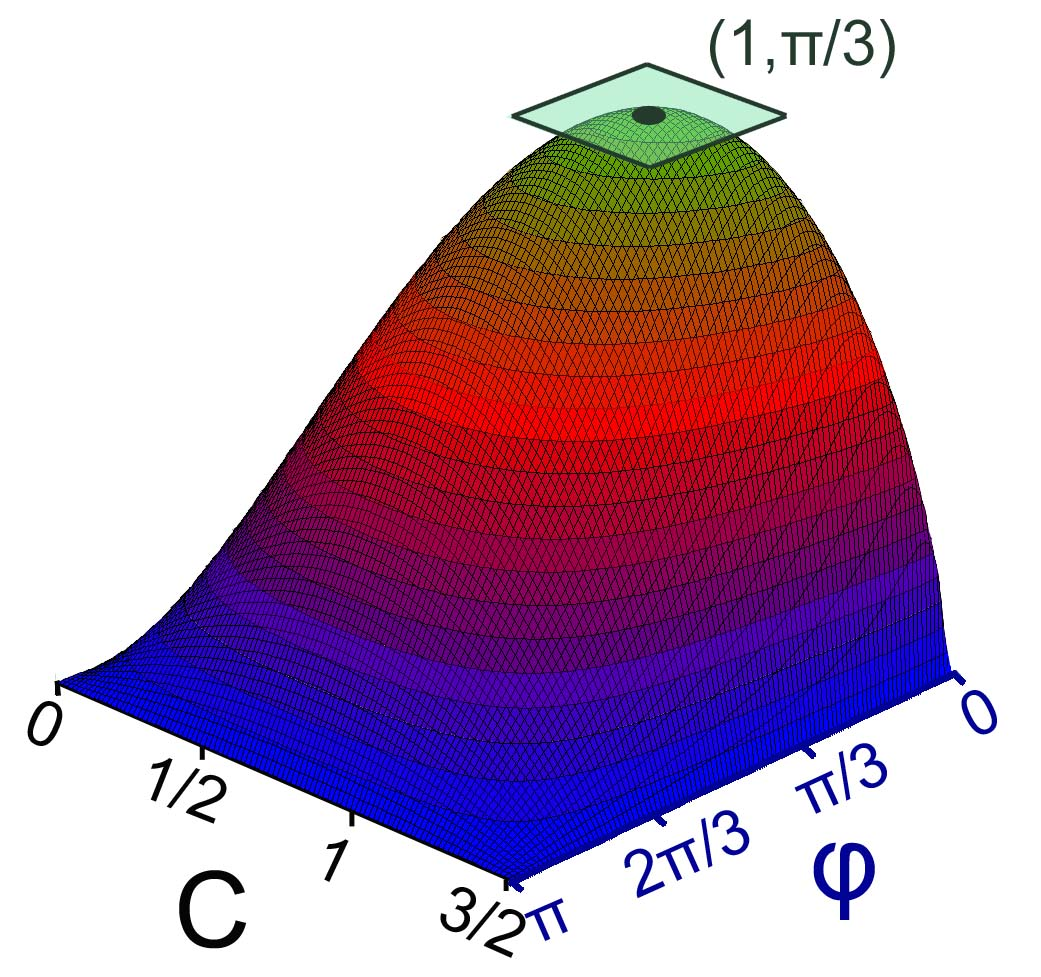
Une fonction à valeurs réelles continue sur un compact atteint toujours son maximum.

- caractère isopérimétrique d'un polygone régulier, question ouverte depuis l'antiquité. L'objet est de savoir quel est le polygone à n côtés qui possède la plus grande aire, pour un périmètre donné. Des raisonnements géométriques assez simples montrent que l'unique candidat possible est le polygone régulier, résultat démontré depuis l'antiquité grecque. En revanche, l'existence d'une solution à cette question est restée ouverte jusqu'au XIXe siècle.
Pour comprendre la nature de la démonstration, le plus simple est de considérer le cas du triangle, illustré sur la figure de droite. Les triangles considérés sont tous de périmètre 3, ils sont identifiés à un couple (c, φ) où c désigne la longueur d'un côté et φ l'angle entre deux côtés dont l'un est celui de longueur c. La fonction f est celle qui, à un couple, associe la surface du triangle. Il n'est nécessaire que d'étudier la zone où c est compris entre 0 et 3⁄2 et φ entre 0 et π. Cette zone est un compact de ℝ2. L'application f est continue, elle atteint donc son maximum, en l'occurrence au point (1, π⁄3). L'existence de ce maximum était le « chaînon manquant » pour une démonstration complète.
Pour le triangle, un peu d'analyse permet tout aussi bien de démontrer le résultat. Pour le cas général du polygone à n côtés, il n'est pas bien difficile de construire une démonstration analogue à celle présentée ici, grâce à la notion de compact. La solution analytique est en revanche vraiment lourde. Une démonstration détaillée est présentée dans l'article « Théorème isopérimétrique ».

- Un corollaire du théorème sur l'image continue d'un compact est :
Toute application continue d'un espace compact dans un espace séparé est fermée. En particulier, si elle est bijective alors c'est un homéomorphisme.
Des liens entre compacts et fermés on déduit par ailleurs immédiatement qu'une telle application est même propre.
- Pour toute application continue f d'un espace métrique compact X dans un espace séparé, le compact f(X) est métrisable (par exemple : l'image de tout chemin dans un espace séparé est métrisable). Grâce à une caractérisation générale de la métrisabilité de l'image d'un espace métrique par une application continue fermée[15],[16], on a même l'équivalence : un espace métrique X est compact si et seulement si toutes ses images continues séparées sont métrisables.

### Théorème de Bolzano-Weierstrass et compacité séquentielle
Dans un espace compact, toute partie infinie possède au moins un point limite. Plus généralement, tout espace X quasi-compact est dénombrablement compact, c'est-à-dire que toute partie infinie de X possède au moins un point d'accumulation ou encore que, dans X, toute suite a au moins une valeur d'adhérence. La réciproque est fausse en général, mais vraie si l'espace est métrisable : lorsque K est un espace métrisable (automatiquement séparé), le théorème de Bolzano-Weierstrass énonce que K est compact si et seulement s'il est séquentiellement compact, c'est-à-dire si, dans K, toute suite possède une sous-suite convergente.
Le premier ordinal non dénombrable (muni de la topologie de l'ordre) et la longue droite sont séquentiellement compacts mais non compacts (ils sont cependant localement compacts). Inversement, l'espace produit [0, 1]ℝ (c'est-à-dire l'espace des applications de ℝ dans [0, 1], muni de la topologie de la convergence simple) et le compactifié de Stone-Čech de ℕ (c'est-à-dire le spectre de l'algèbre ℓ∞ des suites bornées) sont compacts mais non séquentiellement compacts. Ces quatre espaces sont donc dénombrablement compacts et non métrisables.